# Румунска православна црква Вазнесења Господњег у Гребенцу
Румунска православна црква Вазнесења Господњег у Гребенцу, месту у општини Бела Црква, на југу Баната, подигнута је пре 1769. године и као заштићено непокретно културно добро представља споменика културе од великог значаја.

## Архитектура цркве
Вазнесењска црква у Гребенцу је правоугаони храм са плитким певницама, дрвеним, полуобличастим и омалтерисаним сводом и плитким отвореним тремом на западној страни, над којим је сазидан барокни забат са звоником. Црква је временом преграђивана, али је задржала неке занимљиве особине карактеристичне за старију сакралну архитектуру војвођанске равнице, попут ниског дрвеног малтерисаног свода сачуваног у само неколико банатских богомоља.
Резбарија иконостаса и тронова изведена је у барокно-класицистичком стилу. Аутор икона на иконостасу није познат, све су пресликане 1936. године, укључујући и оне на архијерејском и Богородичином трону, где је остала забележена година 1811. када се датује и иконостас. Сачуване су и три значајне иконе из 18. века конзервиране и рестаурисане 1976. године. Једна је зографска Света Тројице, а остале две барокне, Богородичина и Светог арханђела Гаврила.
У зидовима или поред цркве, уграђени су или постављени надгробни споменици, остаци старог гробља. Малтерисање и бојење фасада цркве изведено је 1997. године.